# 대천여자상업고등학교
대천여자상업고등학교(大川女子商業高等學校)는 대한민국 충청남도 보령시 내항동에 있는 공립 고등학교이다.

## 학교 연혁
- 1982년 10월 23일 : 대천여자상업고등학교 설립 인가
- 1983년 3월 14일 : 개교 및 제1회 입학식(상업과 5학급)
- 1985년 11월 20일 : 별관 준공
- 2001년 9월 21일 : 실습실 및 청송관 준공
- 2001년 9월 21일 : 제과 제빵 특별과정 개설 및 시설 완비
- 2010년 7월 29일 : 특성화고등학교 지정(금융정보과 3학급, 금융회계과 3학급)
- 2018년 7월 4일 : 학과개편 승인(금융회계과 2학급, 경영사무과 2학급, 유통판매과 2학급)
- 2024년 5월 23일 : 충남 창업교육센터 개관
- 2024년 9월 1일 : 제19대 남정옥 교장 부임
- 2025년 1월 9일 : 제40회 졸업식(졸업생 84명, 누계 8,225명)
- 2025년 3월 4일 : 2025학년도 입학식(신입생 91명)

## 설치 학과
- 콘텐츠마케팅과
- 세무에셋과
- 금융회계과
- 경영사무과
- 유통판매과

## 참고 자료
- 대천여자상업고등학교 - 한국교육학술정보원 학교알리미